# 시슈나가
시슈나가(산스크리트어: शिशुनाग)는 현재 인도 북부에 위치한 마가다 왕국의 샤이슈나가 왕조를 건국한 왕이다. 그는 처음에는 하리얀카 왕조 치하의 마가다 제국에서 아마티아(관료)를 맡았다. 그는 하리얀카 왕조의 통치에 반란을 일으킨 사람들에 의해 왕으로 추대되었다. 푸라나에 따르면, 그는 아들을 바라나시에 배치하고 자신은 기리브라자(라즈기르)에서 통치했다. 그의 뒤를 이어 아들 칼라쇼카(카카바르나)가 왕위에 올랐다.

## 생애

### 어린 시절
마하밤사티카에 따르면 시슈나가는 바이샬리의 리차비 통치자의 아들이었다. 그는 나가라 쇼비니의 아들로 태어나 국가 관리로 성장했다. 반란 당시 그는 하리얀카 왕조의 마지막 통치자였던 나가다사카 왕의 바라나시 부왕이었다.

### 통치
시슈나가는 기원전 413년부터 기원전 395년까지 통치했다. 처음에는 그의 수도가 라자그리하(Rajagriha)였고 바이샬리는 그의 두 번째 왕궁이었다. 나중에 그는 수도를 바이샬리로 옮겼다. 그는 프라디요타 왕조의 마지막 왕인 난디바르다나 또는 아반티바르다나를 물리치고 아반티 왕국을 정복했다. 마가다의 승리는 우자인의 왕좌에 아르야카를 앉힌 혁명에 의해 도움을 받았을 것이다.
푸라나는 그가 아들을 바라나시에 배치하고 자신은 기리브라자(라즈기르)에서 통치했다고 전한다.

### 확장
그는 아반티의 프라디요타 왕조를 파괴하고 코살라와 밧사 왕국을 정복했다.

### 후계자
그의 뒤를 이어 아들인 칼라쇼카(카카바르나)가 왕위를 이었다.

## 같이 보기
- 아반티-마가다 전쟁